# Diospyros tutcheri
Diospyros tutcheri är en tvåhjärtbladig växtart som beskrevs av Stephen Troyte Dunn. Diospyros tutcheri ingår i släktet Diospyros och familjen Ebenaceae. Inga underarter finns listade i Catalogue of Life.